# Hiilikari
Hiilikari är en ö i Finland. Den ligger i sjön Vallijärvi och i kommunen Letala i den ekonomiska regionen Nystadsregionen och landskapet Egentliga Finland, i den sydvästra delen av landet, 190 km väster om huvudstaden Helsingfors. Öns största längd är 30 meter i sydväst-nordöstlig riktning.